# Rippled
rippled（リップルディー）はP2PネットワークのXRP Ledgerで動作するサーバーの中核モジュールである。
それぞれのrippledサーバーはXRP Ledgerに接続し、暗号通貨取引のリレー動作、ローカルにコピーした分散元帳のメンテナンスなどを実行する。rippledのソースコードはC++で記述されており、オープンソースライセンスとしてGitHubに登録されている。
ユーザー自身のrippledサーバーを実行させることができる。それぞれのrippledサーバーは、分散元帳のコンセンサスプロセスに参加したり、取引の検証を実行することができる。

## rippledサーバーの種類
rippledサーバーは、設定によっていくつかのモードで動作する。

### Stockサーバー
Stockサーバーとは、Stock（蓄積）されたデータを扱うサーバーのことである。
サーバー構築者のローカル環境に分散元帳をコピーして、XRP Ledgerをフォローする。
ユーザー自身のサーバーは信頼でき、負荷を管理でき、他人からのアクセスを遮断することができる。
管理者のみが負荷集中管理コマンドを実行することができる。例えばrippledには、負荷の高いWebSocket APIが多く実行された時に縮小運転するオプションがある。

### Validating サーバー
Validatingサーバーとは、分散元帳のデータを検証するサーバーのことであり、コンセンサスプロセスに参加する。
XRP Ledgerの堅牢性や柔軟性は、相互に接続された結託することのない幾つかの検証者によって成り立っている。
全てのrippledサーバーがValidatorである必要はない。すでに信頼された組織がサーバーを追加したとしても、それは供託を防止する追加の手立てにはならない。1つの組織が複数の地域でサーバーの冗長性を提供することは自然災害などの緊急事態への対策にはなるが。
プライベートネットワーク上でValidatingサーバーを稼働させる場合は、Stockサーバーを経由して外部ネットワーク接続させることで、Stockサーバーをプロキシサーバとして使用することができる。
各Validatingサーバーは結託しないと考える複数のValidatingサーバーをUNL(Unique Node List)として設定し、それらのサーバーとのコンセンサスを取る。各サーバーのUNLの推奨値としてXRPL財団やリップル社などのコミュニティメンバーはネットワークを安定してフォローするための推奨バリデータリストを公表しており、rippledのデフォルト値として設定されている。これらの値は各サーバーが変更することが可能であり、設定を強制されるものではない。
誰もがValidatorを実行することができ、そのデータを集めることができるため、Validatorのパフォーマンスをレポートするツールを作ることができる。

### In Stand-alone モード
In Stand-alone モードとは、スタンドアローン（単独で動作する）状態で稼働するサーバーのことである。
テスト目的で使用し、他のrippledサーバーとの通信を行わない。

サーバーの構築者はrippledの実行ファイルをクライアントアプリケーションとして実行し、rippled APIにアクセスすることができる（この場合は、片方のインスタンスはサーバーとして、もう片方のインスタンスはクライアントとして、2つのインスタンスが並行して動作する）。

## その他のRippleシステム中核モジュール
- クライアントAPI
- 国際送金（銀行）モジュール
- FXトレードモジュール